# A–1 Skyraider
A Douglas A–1 (korábban AD) Skyraider amerikai együléses csatarepülőgép, melyet az 1940-es évektől az 1970-es évek elejéig használtak. Dugattyús motoros, légcsavaros repülőgép volt a sugárhajtóműves repülőgépek korában, így már elavultnak számított a harcmezőn, beceneve a Spad volt, egy első világháborús francia vadászgép után. A Skyraidernek rendkívül hosszú és sikeres karrierje volt, belőle merítették az inspirációt egy egyenesszárnyú, lassú, sugárhajtóműves csatarepülőgéphez, az A–10 Thunderbolt II-höz.
Üzemeltetői között volt a United States Navy (USN), a U.S. Marine Corps (USMC) és a United States Air Force (USAF), illetve szolgált még a British Royal Navy, a Francia Légierő, a Vietnámi Légierő (VNAF) és más légierők kötelékében.

## Történet

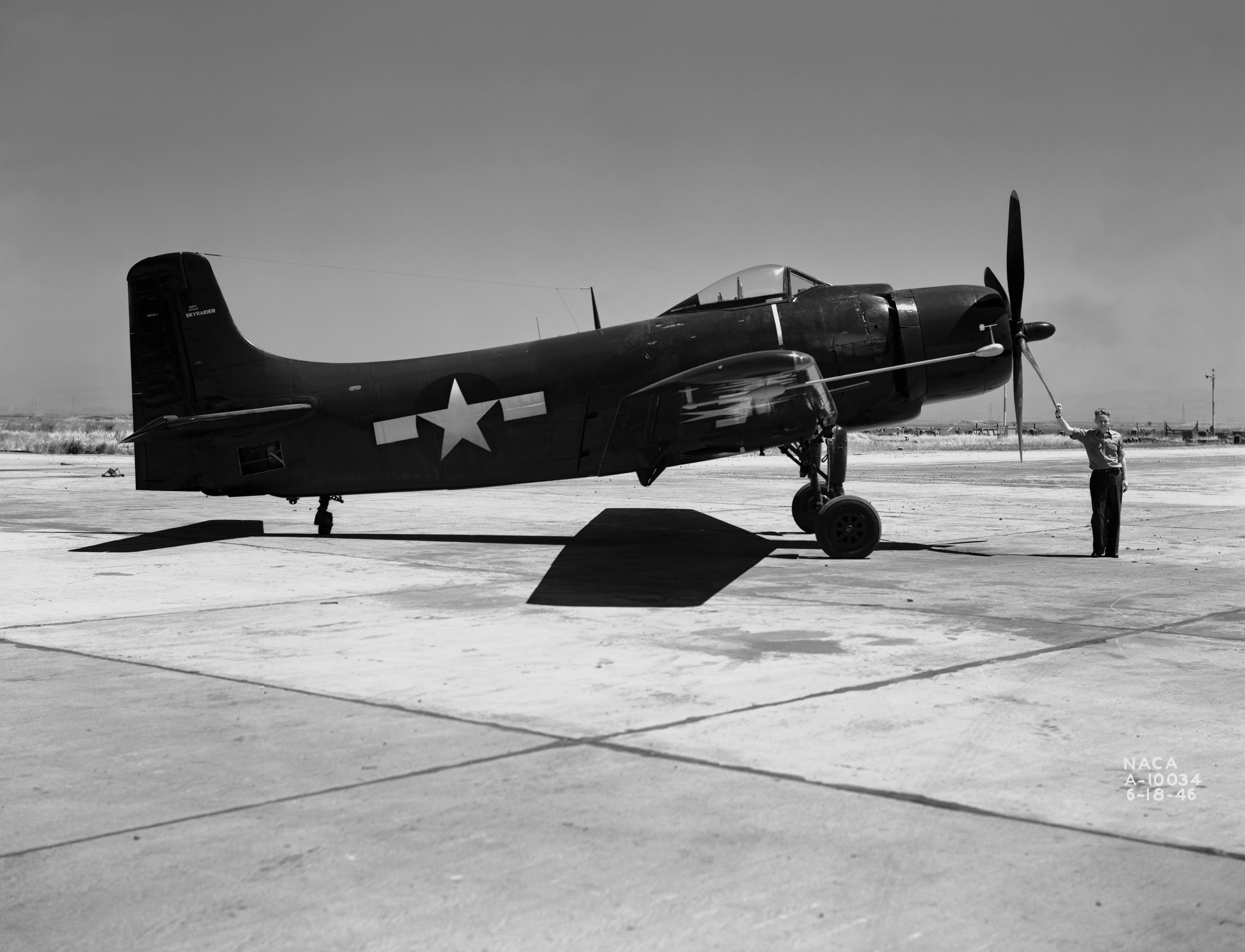
Douglas XBT2D–1 Skyraider prototípus.

A U.S. Navy AD „Able Dog” („Ügyes kutya”) nevű repülőgépei már túl későn készültek el ahhoz, hogy részt vegyenek a második világháború csatáiban, de később fontos szolgálatot tettek az Egyesült Nemzetek égisze alatt lezajló koreai háborúban. A típus megkülönböztetett fontossággal bírt az Egyesült Államok délkelet-ázsiai előretörésében, és a U.S. Navy-n kívül még bevetette a U.S. Air Force és a dél-vietnámi légierő is. A vietnámi háború alatt Skyraiderek védték azokat a helikoptereket, amelyek a lelőtt személyzetet mentették ki a frontvonalak mögül. 
1965. június 20-án két, a USS Midway hordozóról felszállt U.S. Navy Skyraider lőtt le egy észak-vietnámi MiG–17-est, és ez egyike azon ritka eseteknek, amikor dugattyús motoros gépek értek el légigyőzelmet sugárhajtású vadászgép ellen. A U.S. Navy ugyan 1968-tól nem üzemeltette a típust, de a U.S. Air Force az 1970-es években még mindig hadrendjében tartotta „Spadjait”. A Skyraiderek harci körülmények közé kerültek Franciaország algériai gyarmatán, és valószínűleg a csádi fegyveres erők is használták. 
Sok feladatra bevethető, tekintélyes harci gép volt, alkalmas akár tízórás repülésre is nagy fegyverterheléssel, amit a szárny és a törzs alatti 15 megerősített pontra lehetett felfüggeszteni. Éppen sokoldalúsága és terhelhetősége miatt a Skyraidereknek harcászati nukleáris bombázó, tengeralattjáró felderítő, korai figyelmeztető/megfigyelő, elektronikus figyelő/zavaró, éjszakai alacsonytámadó és célzsákvontató változata egyaránt volt. 
A híres amerikai tervező, Ed Heinemann álmodta meg, és a prototípusa XBT2D-1 jelzéssel 1945. március 18-án repült először. Az első sorozatgépeket az AD–1-estől az AD–4-esig terjedő típusjelzéssel gyártották különböző felszereltséggel. Ezek együléses változatok voltak, de az AD–5-ösök két egymás melletti üléssel készültek tengeralattjáró-vadászatra és tengeri célpontok megsemmisítésére. Több olyan kiegészítő készlet is született, amely lehetővé tette, hogy az AD–5-ösöket (1962 óta A–1E lett jelzésük) szállító-, fotófelderítő, célzsákvontató vagy alacsonytámadó gépként lehessen alkalmazni. Az AD–5N (későbbi jelzésük A–1G) éjszakai alacsonytámadó verzió volt, de a legtöbbet az AD–6-os sorozatból (A–1H) gyártották, amelyet precíziós alacsonybombázó gépnek alakítottak ki. Az utolsó sorozatmodell az AD–7-es (A–1J) lett nagyobb teljesítményű R-3350-26WB motorral és megerősített sárkányszerkezettel. Mintegy ötven háromüléses korai figyelmeztető és megfigyelő gépet a Royal Navy vett át Skyraider AEW.Mk.1-es jelzéssel (ezek azonosak voltak a U.S. Navy AD–4W gépeivel) 1951-től. A brit gépeket az 1960-as évek elején selejtezték. A Skyraiderek gyártását 1957-ben fejezték be. Az utolsó katonai használatban lévő Skyraider Csádban szolgált, egészen az 1980-as évek elejéig.

## Üzemeltetés

### Koreai háború

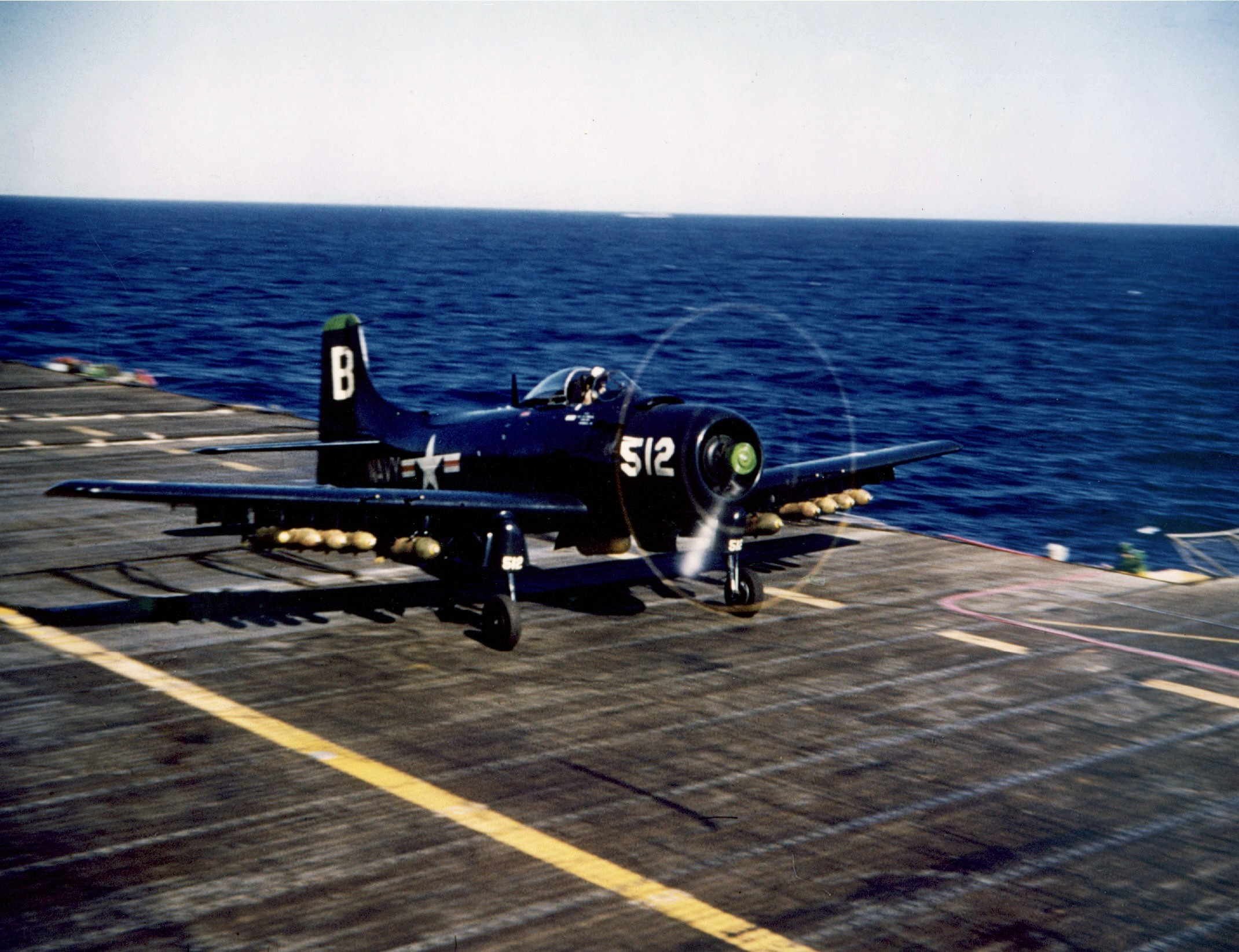
A U.S. Navy igáslova a koreai háborúban: az Able Dog.

Mivel a Skyraiderek sorozatgyártását túl későn kezdték ahhoz, hogy részt vegyenek a második világháborúban, a U.S. Navy légierejének és a U.S. Marine Corps csapásmérő gépeinek gerincét alkották a koreai háborúban. Az első AD gépek 1950. július 3-án indultak harcba a USS Valley Forge anyahajóról VA–55-ösök társaságában. Terhelhetősége és tízórás repülési ideje messze felülmúlta az akkor szolgálatban lévő sugárhajtású repülőket. 1951. május 2-án Skyraiderek hajtották végre a háború egyetlen torpedótámadását – sikeresen eltalálták a kommunisták Hwacheon nevű gátját. 1953. június 16-án egy USMC AD–4, melyet George H. Linnemeier őrnagy és Vernon S. Kramer törzszászlós vezetett, lelőtt egy szovjet-építésű Polikarpov Po–2 biplánt, mely a háború egyetlen dokumentált Skyraider légigyőzelme volt. AD–3N és AD–4N repülők végrehajtottak bombatámadásokat, éjszakai támadó küldetéseket, radarral felszerelt AD-k pedig radarzavaró küldetéseket hajtottak végre anyahajókról és légibázisokról indulva. A koreai háború alatt az A–1 Skyraidereket csak a U.S. Navy és a U.S. Marine Corps repülte, általános festésük pedig sötét tengerészkék volt. 101 Navy és Marine AD Skyraider veszett oda a háborúban harci cselekmények közben, 72 gépet üzemeltetési hibák miatt vesztettek el, így összesen 128 Skyraider került veszteséglistára a koreai háború alatt.

### Kommunista Kína
1954. július 26-án a USS Philipine Sea és USS Hornet anyahajókról indított két Douglas Skyraider sikeresen lelőtt két PLAAF La–7 gépet a Hainan sziget partjainál, miközben a három nappal korábban lelőtt Cathay Pacific Skymaster utasszállítógép túlélői után kutattak. Az utasszállítót ugyancsak egy La–7 lőtte le.

### Vietnám

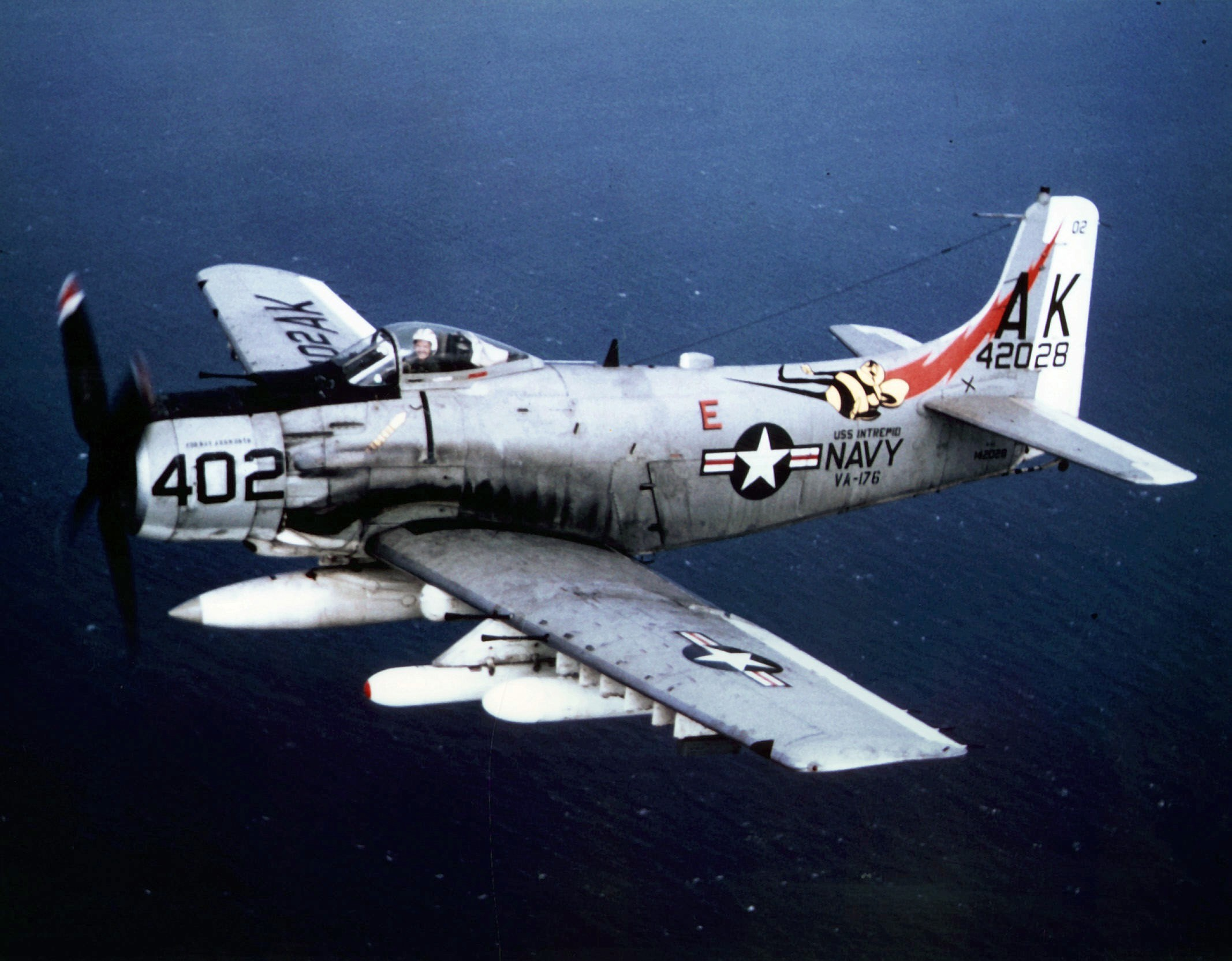
Egy VA-176 A–1J hadianyaggal feltöltve, küldetésre készen Vietnámban, 1966.

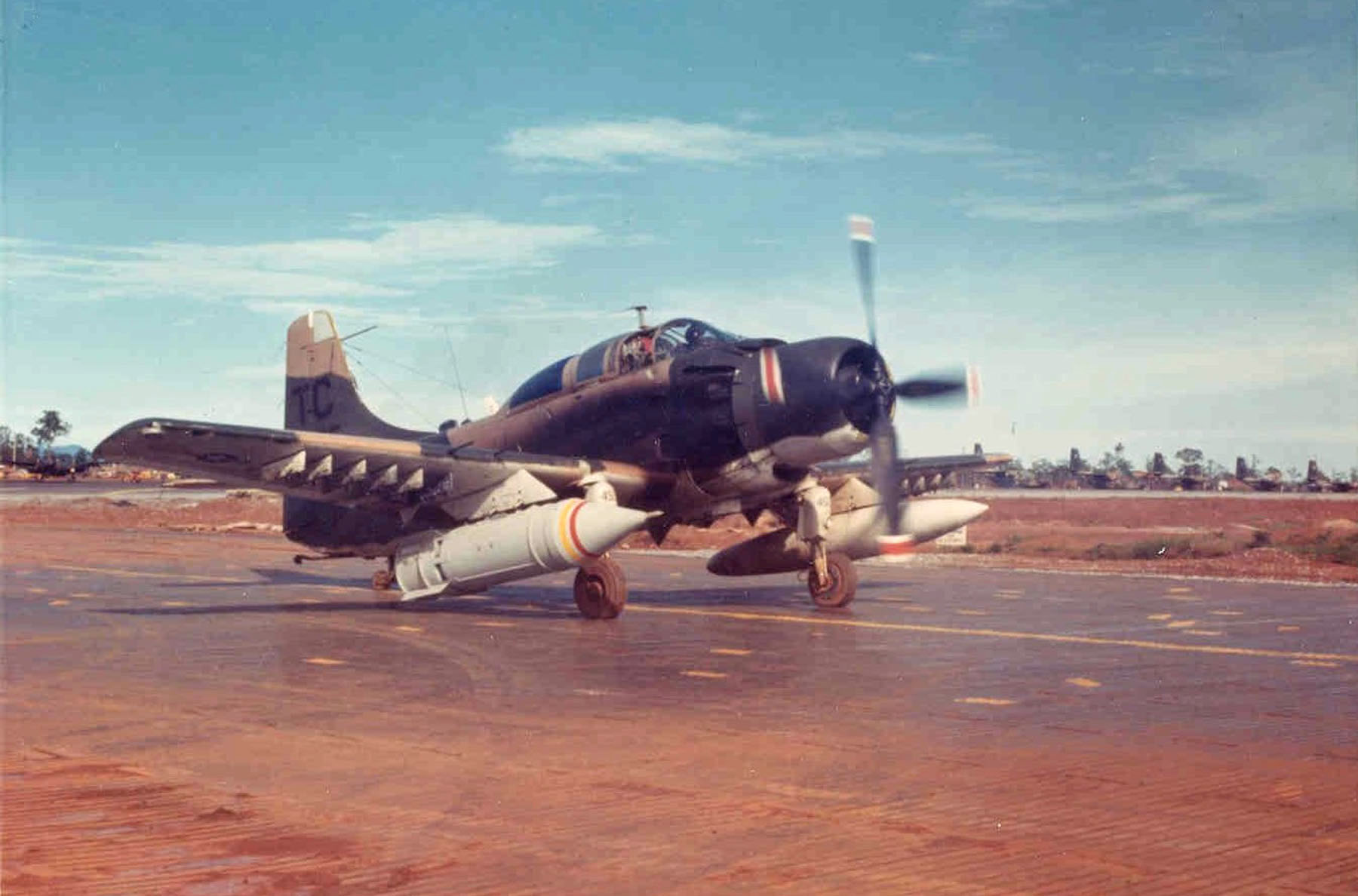
Egy 1st SOS A–1E egy BLU-72/B bombát szállít, 1968.

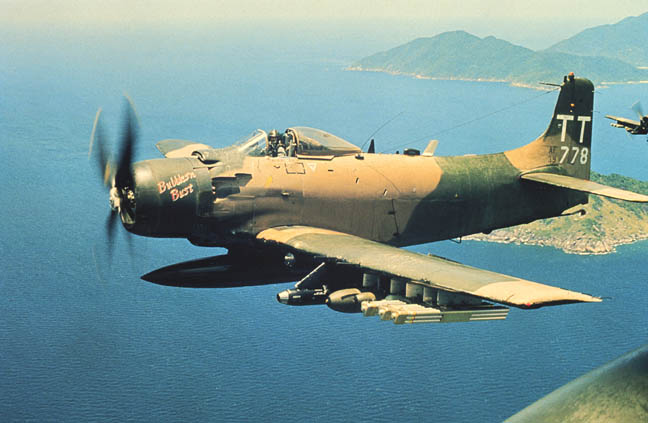
Egy 602nd SOS A–1H 1970 júniusában.

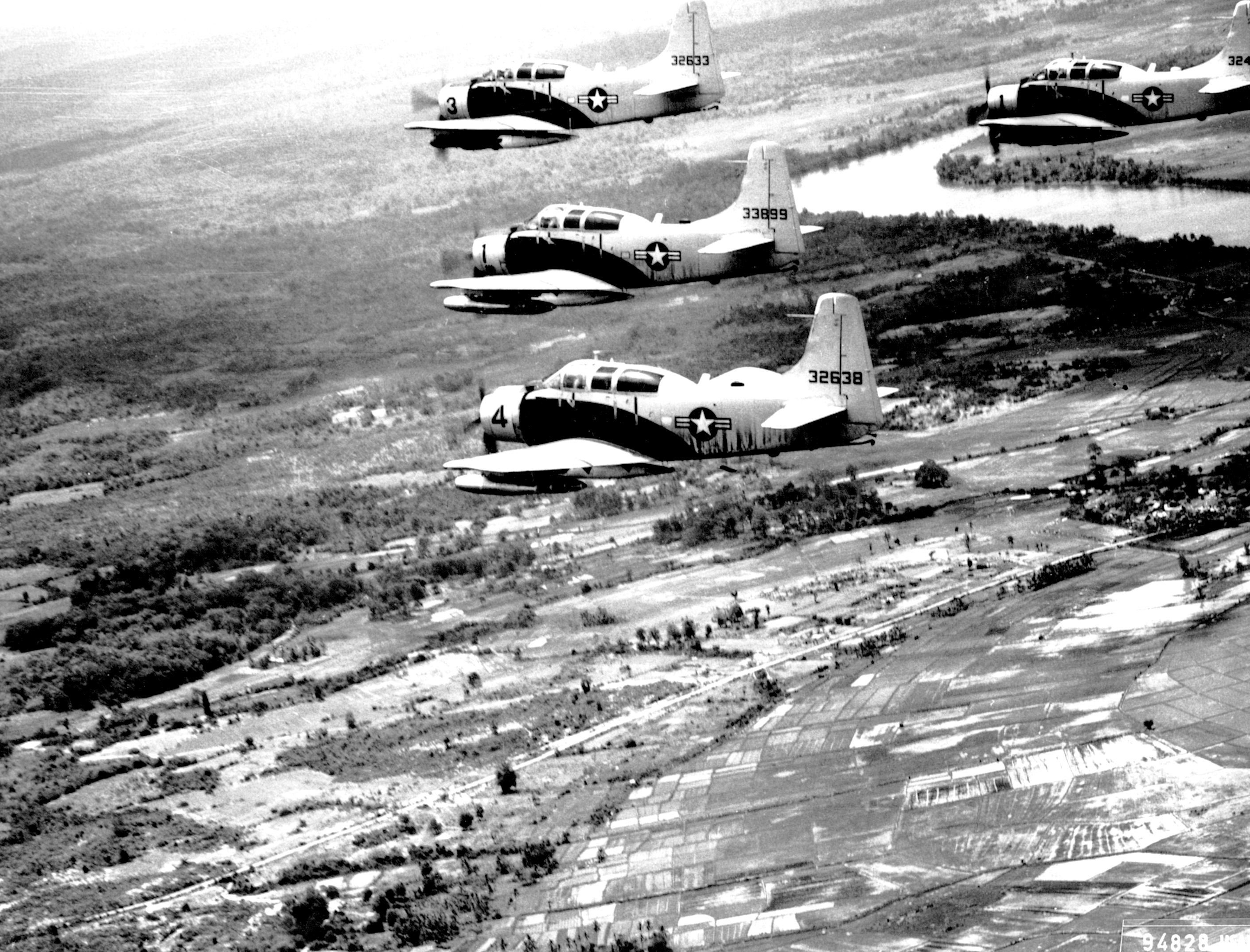
A–1E Skyraiderek formációban repülnek a céljuk felé Dél-Vietnám felett, 1965. június 25.

Mikor Amerika belépett a vietnámi konfliktusba, az A–1 Skyraider még mindig szolgálatban volt több anyahajón, habár felváltását már tervezték az A–6A Intruderrel. Az 1964. augusztus 5-én indított Pierce hadművelet során a USS Constellation és USS Ticonderoga hadihajókról indított Skyraiderek részt vettek a U.S. Navy első csapásaiban Észak-Vietnám ellen. A hadművelet válaszcsapás volt a tonkini incidensre, melynek során üzemanyaglerakatokat támadtak Vinh-nél, itt a Ticonderoga hajóról indított egyik Skyraider légvédelmi tűz során megsérült, egy másikat, a Constellation anyahajóról pedig lelőttek, a pilóta meghalt. A háború alatt a Skyraiderek lelőttek két MiG–17 sugárhajtású repülőt: egyet 1965. június 20-án, a győzelmet Clinton B. Johnson százados és Charles W. Hartman III főhadnagy vívta ki; egy másik gépet 1966. október 9-én William T. Patton főhadnagy lőtte le. Másrészről 1966. február 1-jén az első bevetését repülő Dieter Dengler főhadnagy A–1H gépe találatot kapott, majd Laosznál lezuhant.
A Navy mellett a Skyraidereket a dél-vietnámi légierő is rendszeresítette. Rajtuk kívül a U.S. Air Force is használta a típust, méghozzá a típus egyik leghíresebb feladatkörére: a mentőhelikpoterek kísérésére. 1966. március 10-én Bernard F. Fisher őrnagy küldetésre ment A–1E Skyraiderével, majd megkapta a becsület érdemérmet Myers „Jump” őrnagy megmentéséért. 1968. szeptember 1-jén William A. Jones III ezredes, aki ugyancsak egy A–1H repülőt vezetett, kiérdemelte a becsület érdemérmet. Ezen a küldetésen, repülőgépe megrongálódása és súlyos égési sérülései ellenére visszatért támaszpontjára majd jelentést tett egy lezuhant amerikai pilóta pozíciójáról.

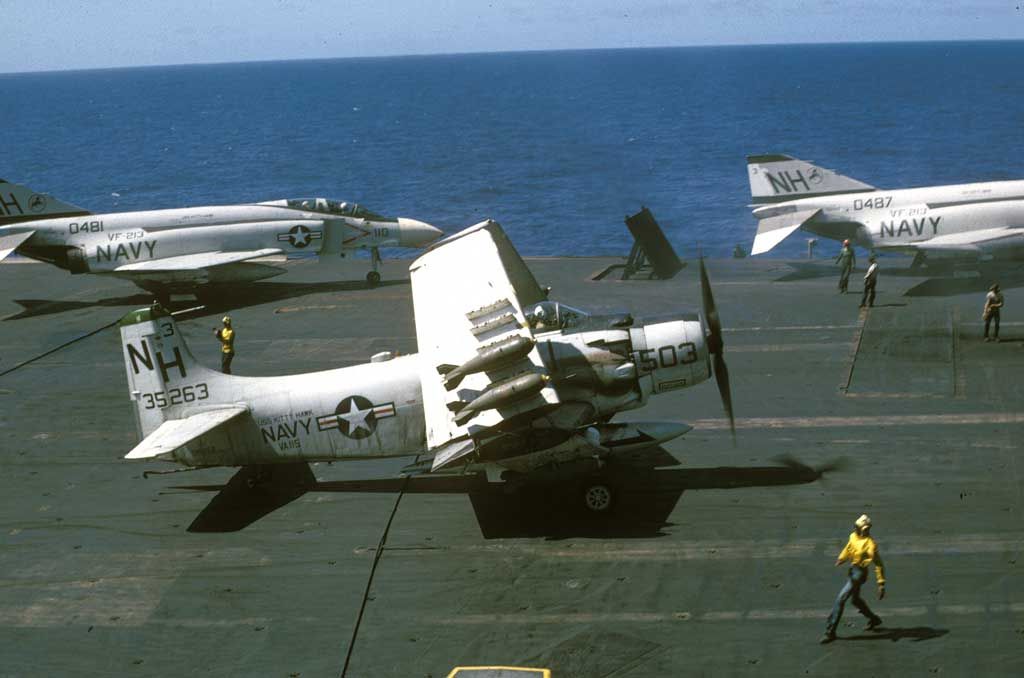
VA-115 A–1H feltöltve, küldetésre készen Vietnámban

1972. novembere után az összes Délkelet-Ázsiában szolgáló amerikai A–1 Skyraidert átadták a dél-vietnámi légierőnek, korábbi feladatkörüket pedig a szubszónikus A–7 Corsair II gépek vették át. Az USAF 201, a Navy 65 Skyraidert vesztett Délkelet-Ázsiában. A 266 elvesztett A–1 repülőgépből ötöt föld-levegő rakétákkal lőttek le, három levegő-levegő harcban veszett oda; kettőt észak-vietnámi MiG–17 vadászgépek lőttek le. Az első A–1 Skyradiert 1966. április 29-én lőtték le, a másodikat 1967. április 19-én. A harmadik A–1 Skyradiert egy kínai MiG–19 (J–6) lőtte le 1968. február 14-én. Joseph P. Dunn főhadnagy (USN) túl közel repült a Kommunista Kína által birtokolt Hainan szigethez, majd elfogták. Dunn főhadnagy A–1 Skyraidere volt a U.S. Navy utolsó elveszített gépe a háborúban. Röviddel ezután az A–1 Skyraider tengerészeti repülőszázadait A–6 Intruder, A–7 Corsair II vagy A–4 Skyhawkokkal váltották fel.
A koreai háborúval ellentétben, melyet egy évtizeddel korábban vívtak, a U.S. Air Force Vietnámban első ízben alkalmazta a tengerészeti A–1 Skyraidert. Ahogyan a vietnámi háború előrehaladt, a USAF A–1 gépei kamuflázs festéts kaptak, míg a USN gépei szürke/fehér színűek voltak.

### Dél-vietnámi Légierő

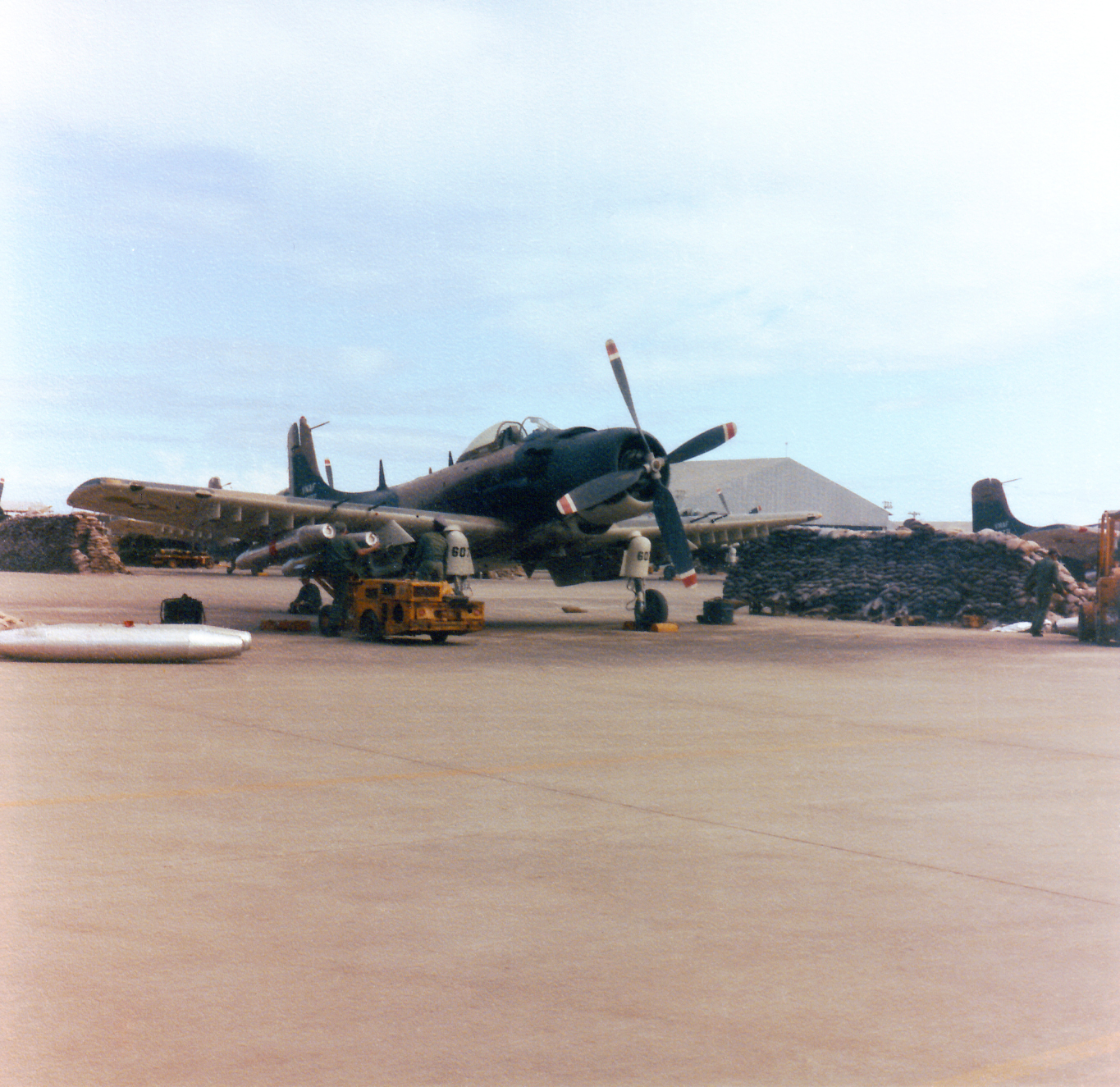
A VNAF 516. Vadászszázadának A–1H Skyraiderét napalmmal töltik fel, 1967.

Az A–1 Skyraider volt a közvetlen légitámogató repülőgépe a Dél-vietnámi Légierőnek (VNAF) a vietnámi háború folyamán. A USN 1960 szeptemberében kezdte átadni Skyraiderei egy részét a VNAF-nek, leváltva ezzel a VNAF régi Grumman F8F Bearcat gépeit. 1962-re a VNAF állományában 22 gépvolt, 1968-ra további 131 gépet kaptak. Kezdetben a Navy pilótáit és személyzetét bízták meg a dél-vietnámi pilóták kiképzésével, de idővel a feladatot folyamatosan az USAF-ra bízták.
A kezdeti újoncokat a VNAF Bearcat pilótái közül választották ki, akik már rendelkeztek 800-1200 órányi repülési tapasztalattal. Őket a Texas állambeli Corpus Christi-ben képezték ki, majd további kiképzésre küldték őket LeMoore-ba, Kaliforniába.
A háború során a VNAF összesen 308 Skyraidert kapott, és hat A–1 századot üzemeltetett 1965 végéig. Számuk 1968-tól 1972-ig csökkent, mikoris az Egyesült Államok elkezdte a dél-vietnámiak felfegyverzését sokkal modernebb közvetlen légitámogató repülőgépekkel, úgymint az A–37 és az F–5, így 1968 kezdetén már csak három repülőszázad rendelkezett A–1 Skyraiderekkel.
Mikor az Egyesült Államok kilépett a háborúból, a megmaradt Skyraidereit átadta a dél-vietnámiaknak, majd 1973-ra az összes Skyraiderül a VNAF-hez került. Az amerikaiakkal ellentétben, akik csak alapjában csak 12 hónapra korlátozták a pilóták harci bevetését, a dél-vietnámiak Skyraider pilótái több ezer órát harcoltak az A–1 repülővel, így a VNAF idősebb pilótái rendkívüli szakképzettséget szereztek a repülőgép használatában.

### A Királyi Haditengerészet használatában

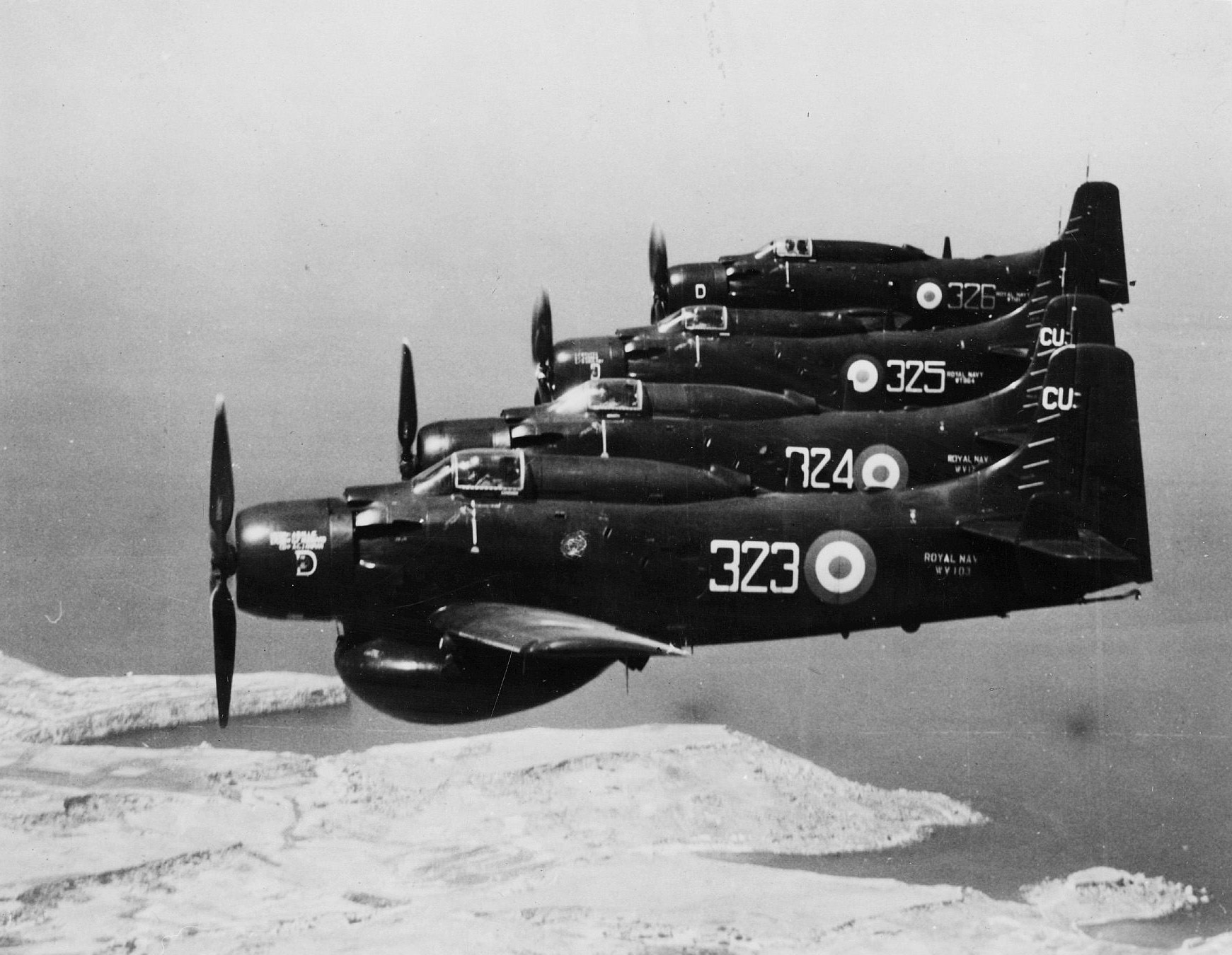
778 NAS Skyraider AEW.1s.

A Royal Navy 50 AD–4W korai figyelmeztető repülőgépet kapott 1951-ben a Katonai Segítségnyújtási Program keretében. Az összes Skyraider AEW.1 repülőt a 849 Naval Air Squadron üzemeltette. Egy repülő részt vett az 1956-os Szuezi válságban a HMS Bulwark repülőgéphordozó fedélzetén. A 778 Naval Air Squadron volt a felelős a Skyraider személyzetek kiképzésében a Royal Navy Air Station Culdrose-nál. 1960-ban a Fairey Gannet AEW.3 váltotta a Skyraidereket, amely a Douglas repülők APS–20 radarját használta. Az utolsó brit Skyraidereket 1962-ben vonták ki a szolgálatból. Az 1960-as években a Skyraiderek APS–20 radarjait a Royal Air Force Avro Shackleton AEW.20 gépeibe telepítették, melyeket 1991-ben vontak ki a szolgálatból.

### Svéd üzemeltetés
Svédország 12 Skyraidert kapott a britektől. Minden katonai felszerelést eltávolítottak a gépekből, majd célzsákvontatónak alkalmazták a gépeket az 1970-es évek elejéig.

### Francia üzemeltetés
A francia légierő vásárolt 20 darab AD–4, 88 AD–4N és 5 AD–4NA gépet a USN-től, a korábbi háromüléses gépeket együlésesre módosították, eltávolították a radarfelszerelést és a két operátor állomást a géptörzsből. Az AD–4N/NA gépeket 1956-ban kapták, hogy leváltsák a régi P–47 Thunderboltokat Algériában. A Skyraidereket először 1956-ban rendelték meg, majd az első példányokat 1958. február 6-án kapta meg a francia légierő. A repülőket az algériai háború végéig használták. A gépeket a 20e Escadre de Chasse és a 21e Escadre de Chasse üzemeltette, mint közvetlen légitámogató gépet rakétákkal, bombákkal és napalmmal felszerelve.
A Skyraidereknek rövid karrierjük volt Algériában. Ennek ellenére a legsikeresebb gépek voltak, melyeket a franciák használtak. A Skyraider korlátozott használatban maradt Franciaországban az 1970-es évekig. A csádi polgárháborúban sokat használták a típust, először az Armée de l'Air, majd később egy névlegesen független helyi légierő, amely személyzetét francia zsoldosok képezték. A gépet francia zászló alatt üzemeltették Dzsibutiban és a Madagaszkár szigeten. Mikor Franciaország felhagyott a gépek üzemeltetésével, a megmaradt példányokat átadta Gabonnak, Csádnak, Kambodzsának és a Közép-afrikai Köztársaságnak.

## Változatok

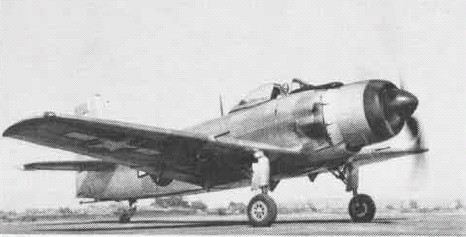
A XBT2D-1, 1945.

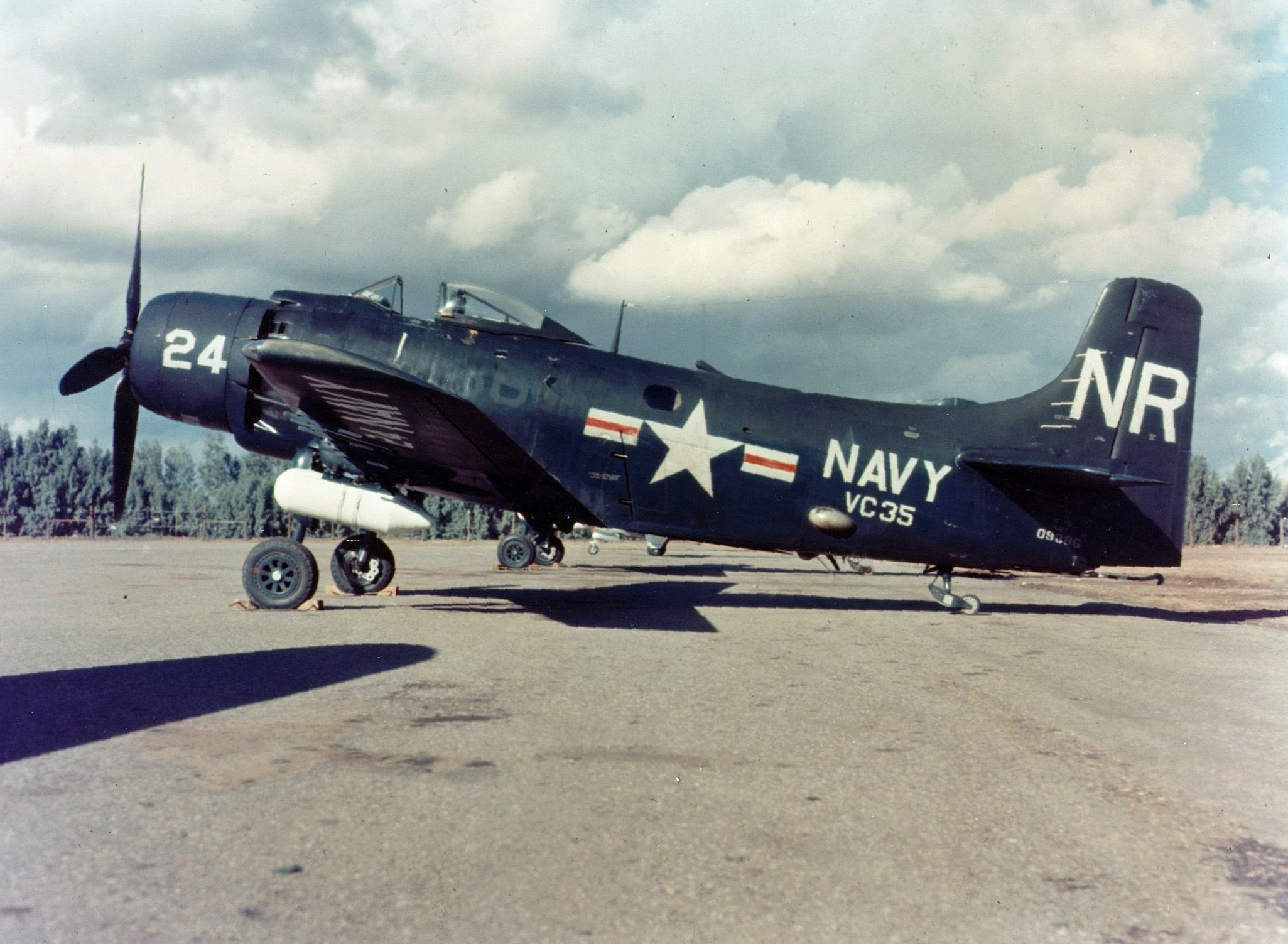
Egy VC-35 AD–1Q az 1940-es évek végén.

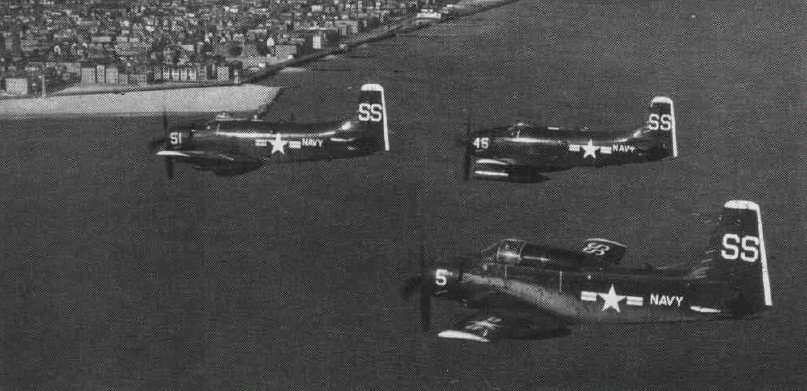
VC-33 AD–3Q, AD–4N, és AD–5N, 1955.

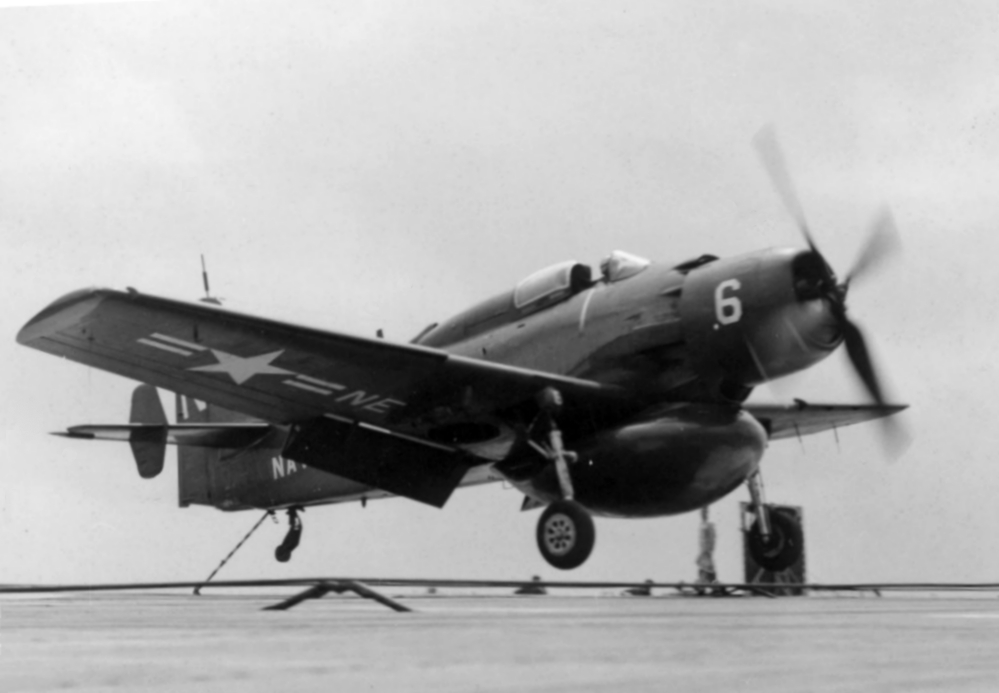
AD–4W AEW repülőgép landol az USS Leyte fedélzetén.

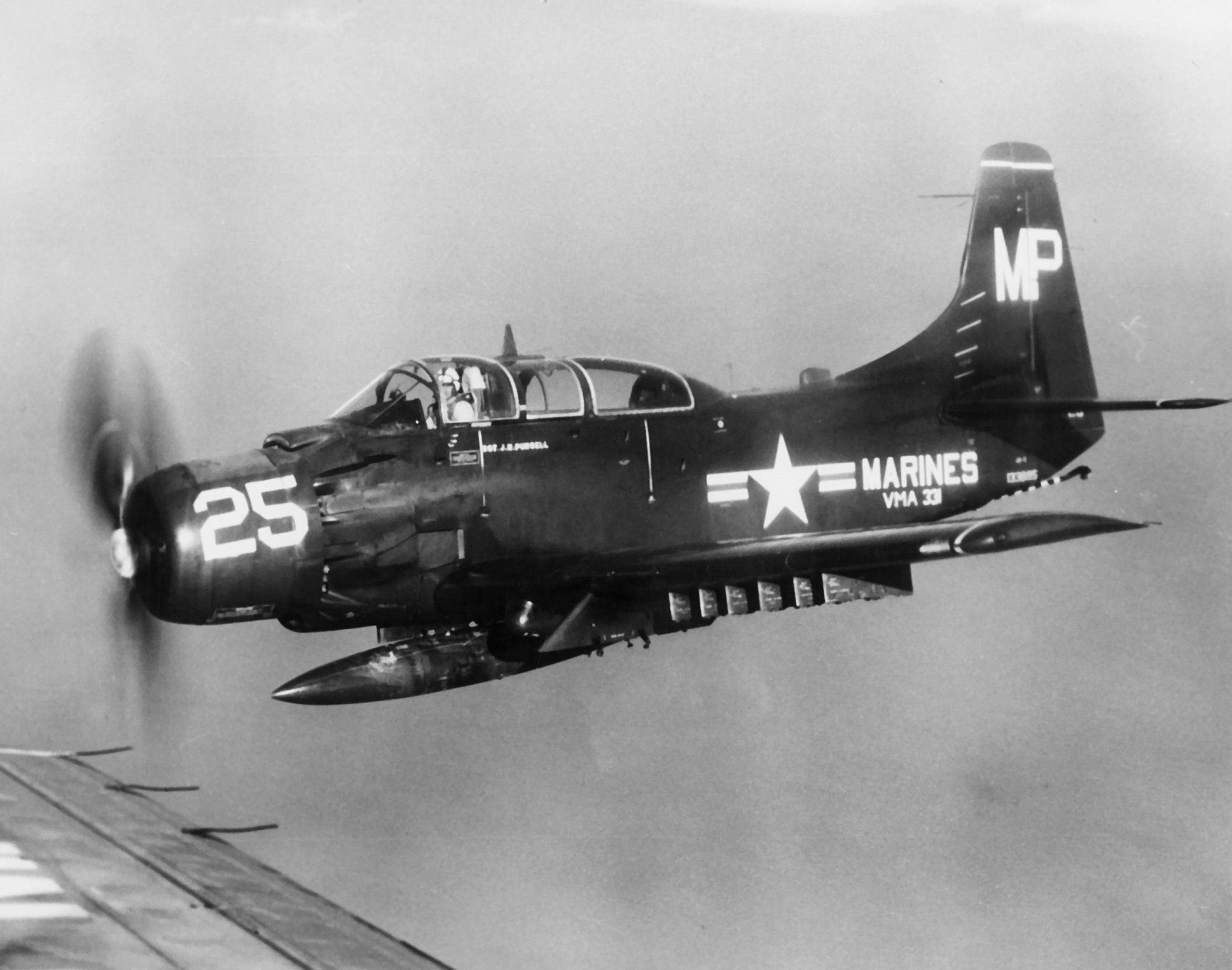
Egy VMA-331 AD–5 repülés közben.

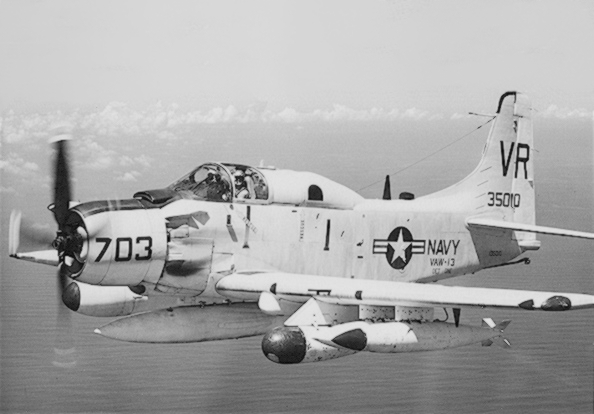
EA–1F (AD–5Q) ECM repülőgép, BuNo 135010, a CVW-9-ből, 1966.

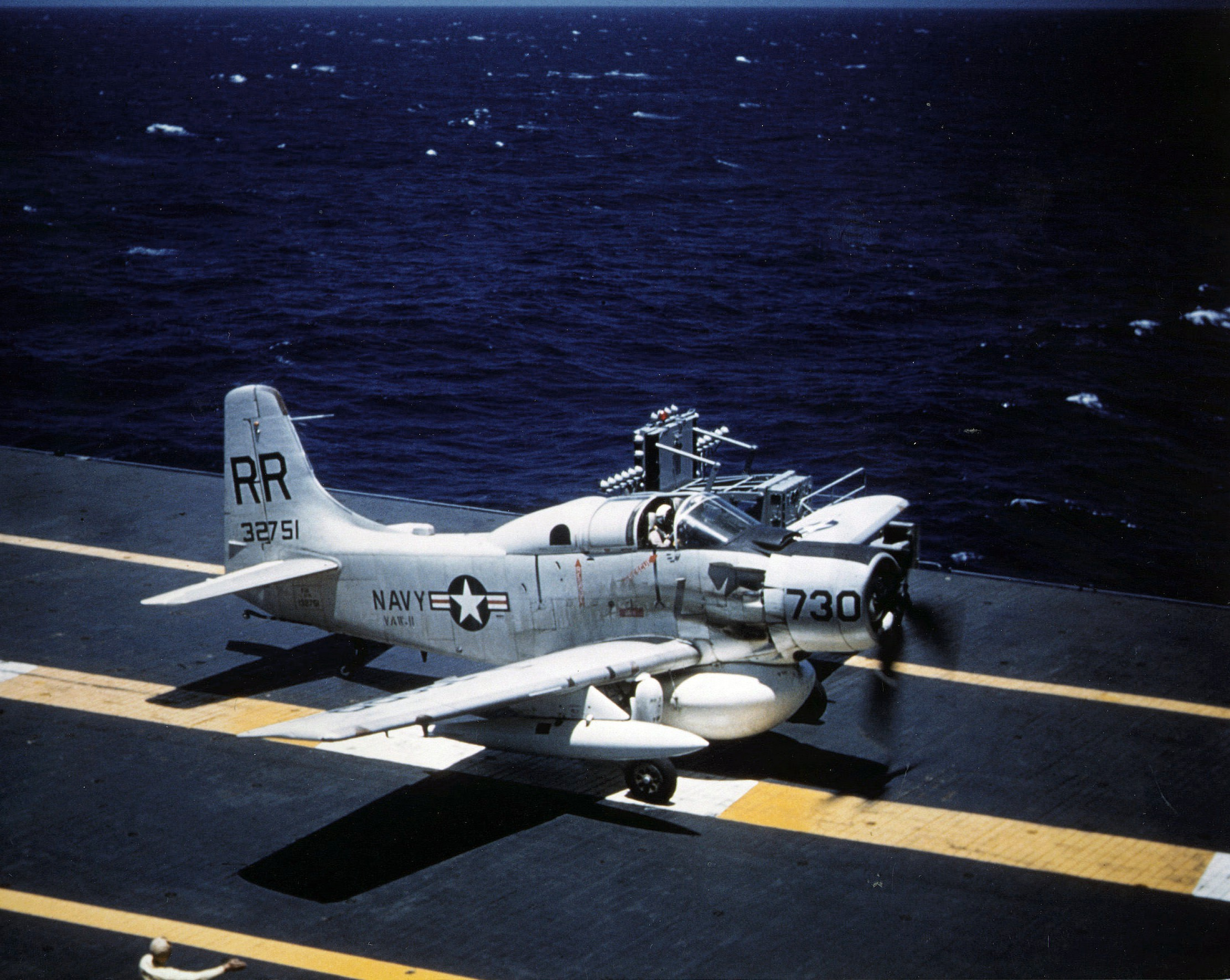
Egy VAW-11 AD–5W a USS Kearsarge fedélzetén, 1958.

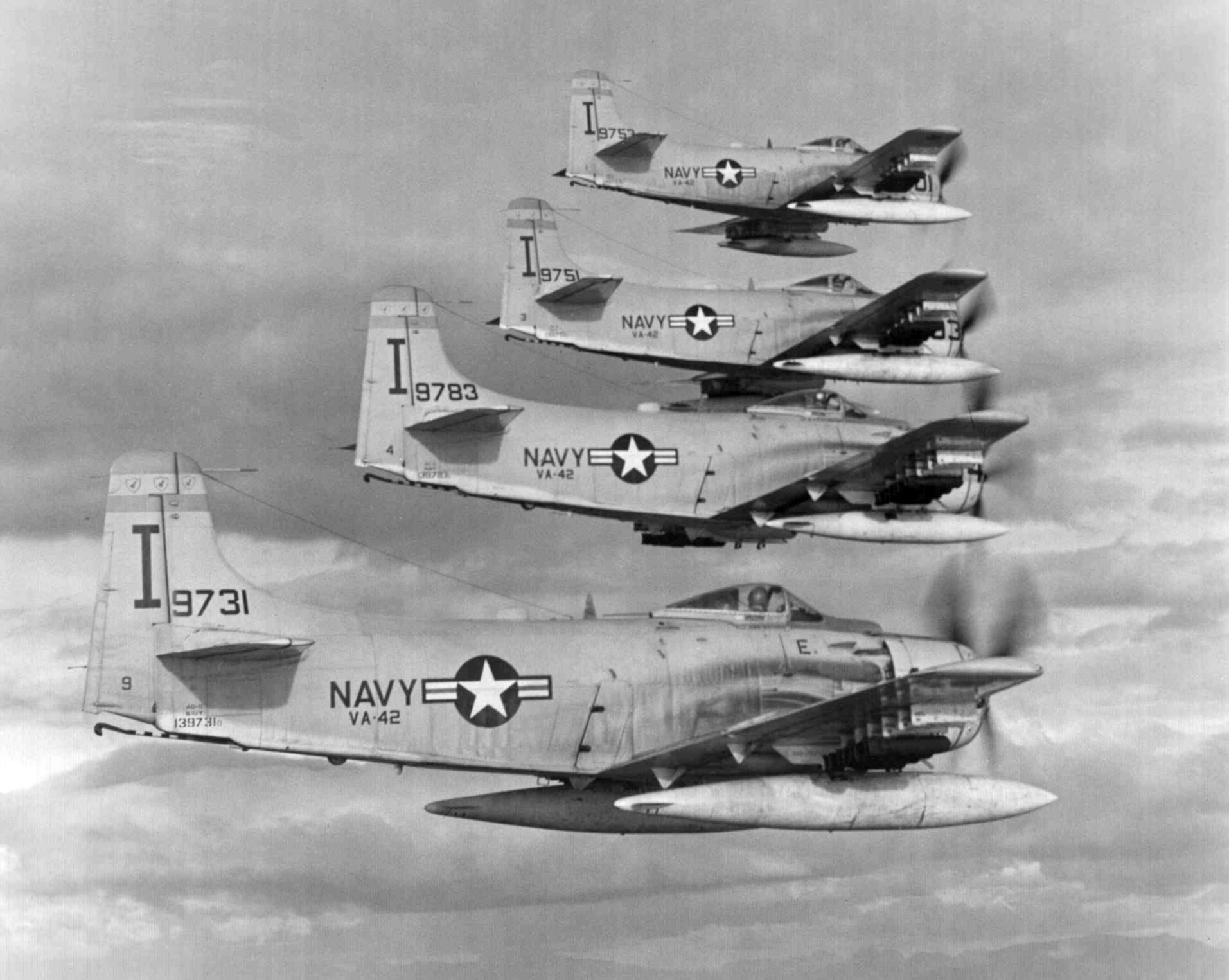
AD6 repülőgépek a U.S. Navy Attack Squadron 42-ből.

- XBT2D–1 – Együléses zuhanóbombázó, torpedóbombázó prototípus a U.S. Navy részére.
- XBT2D–1N – Háromüléses éjszakai alacsonytámadó prototípus, mindössze három darab készült.
- XBT2D–1P – Fotófelderítő prototípus, mindössze egy darab készült.
- XBT2D–1Q – Kétüléses elektronikus figyelő/zavaró prototípus, mindössze egy darab készült.
- BT2D–2 (XAD–2) – Fejlesztett csatarepülőgép, mindössze egy prototípus készült.
- AD–1 – Az első sorozatgyártott modell, 242 darab készült.
- AD–1Q – Kétüléses elektronikus figyelő/zavaró változata az AD–1 gépnek, 35 darab készült.
- AD–1U – AD–1 radarzavaró és célzsákvontató változat, fegyverzet és vízbefecskendező felszerelés nélkül.
- XAD–1W – Háromüléses korai figyelmeztető/megfigyelő prototípus. AD–3W prototípus, mindössze egy darab készült.
- AD–2 – Továbbfejlesztett modell, 2700 lóerős (2000 kW) teljesítményű Wright R-3350-26W motorral, 156 darab készült.
- AD–2D – Nemhivatalos jelölése az AD–2 gépeknek, melyeket távirányítású repülőgépekként használtak, hogy radioaktív anyagokat gyűjtsenek velük a levegőből nukleáris robbantások után.
- AD–2Q – Kétüléses elektronikus figyelő/zavaró változata az AD–2-nek, 21 darab készült.
- AD–2QU – AD–2 radarzavaró és célzsákvontató felszereléssel, fegyverzet és vízbefecskendező felszerelés nélkül, mindössze egy gép készült.
- XAD–2 – Hasonló a XBT2D–1 típushoz, kivéve a motort, megnövelt üzemanyagkapacitással.
- AD–3 – Légcsavaros gázturbinával tervezett változat, kezdeti jelölése az A2D Skyshark volt.
- AD–3 – Megerősített géptörzs, továbbfejlesztett futómű, 125 darab készült.
- AD–3S – Tengeralattjáró-elhárító modell, mindössze két darab prototípus készült.
- AD–3N – Háromüléses éjszakai támadó változat, 15 darab készült.
- AD–3Q – Elektronikus figyelő/zavaró változat, a felszerelést áthelyezték a személyzet kényelmének érdekében, 23 darab készült.
- AD–3QU – Célzsákvontató repülőgép, de a legtöbbet AD–3Q-ként szállítottak le.
- AD–3W – Korai figyelmeztető/megfigyelő változat, 31 darab készült.
- XAD–3E – AD–3W módosítás ASW-re Aeroproducts propellorral.
- AD–4 – Megerősített futómű, továbbfejlesztett radar, G-2 iránytű, 4×20 mm-es gépágyú és 14 Aero rakétaindító, 23 kilogrammnyi bombateher, 372 darab készült.
- AD–4B – Nukleáris fegyverek hordozására tervezett speciális változat, 4×20 mm-es gépágyúval felszerelve. 165 darab és 28 konverzió készült.
- AD–4L – Koreai téli hadműveletekhez felszerelt változat, 63 konverzió készült.
- AD–4N – Háromüléses éjszakai alacsonytámadó változat, 307 darab készült.
- AD–4NA – 100 darab AD–4N jelölése, melyekről eltávolították az éjszakai harchoz szükséges felszerelést, de kapott helyette 4 darab 20 mm-es gépágyút, Koreában vetették be, mint alacsonytámadó csatarepülőgép.
- AD–4NL – Az AD–4N változata, 36 konverzió készült.
- AD–4Q – Kétüléses elektronikus figyelő/zavaró változata az AD–4-nek, 39 darab készült.
- AD–4W – Háromüléses korai figyelmeztető/megfigyelő változat, 168 darab készült. 50 darab AD–4W átkerült a Royal Navy-hoz Skyraider AEW Mk 1 jelöléssel.
- AD–5 (A–1E) – Egymás mellett kialakított kétüléses változat, 212 darab készült.
- AD–5N (A–1G) – Négyüléses éjszakai alacsonytámadó változat radarzavaró berendezéssel, 239 darab készült.
- AD–5Q (EA–1F) – Négyüléses elektronikus figyelő/zavaró változat, 54 konverzió készült.
- AD–5S – Egy prototípus a mágneses anomália detektor teszteléséhez, tengeralattjáró-elhárító felszerelés.
- AD–5W (EA–1E) – Háromüléses korai figyelmeztető/megfigyelő változat, 218 darab készült.
- UA–1E – Az AD–5 kiszolgáló típusa.
- AD–6 (A–1H) – Együléses csatarepülőgép három fékszárnnyal, 713 darab készült.
- AD–7 (A–1J) – Az utolsó sorozatgyártott modell, egy R3350-26WB motor hajtotta, szerkezetét továbbfejlesztették, hogy élettartama megnövekedjen, 72 darab készült.

## Üzemeltetők

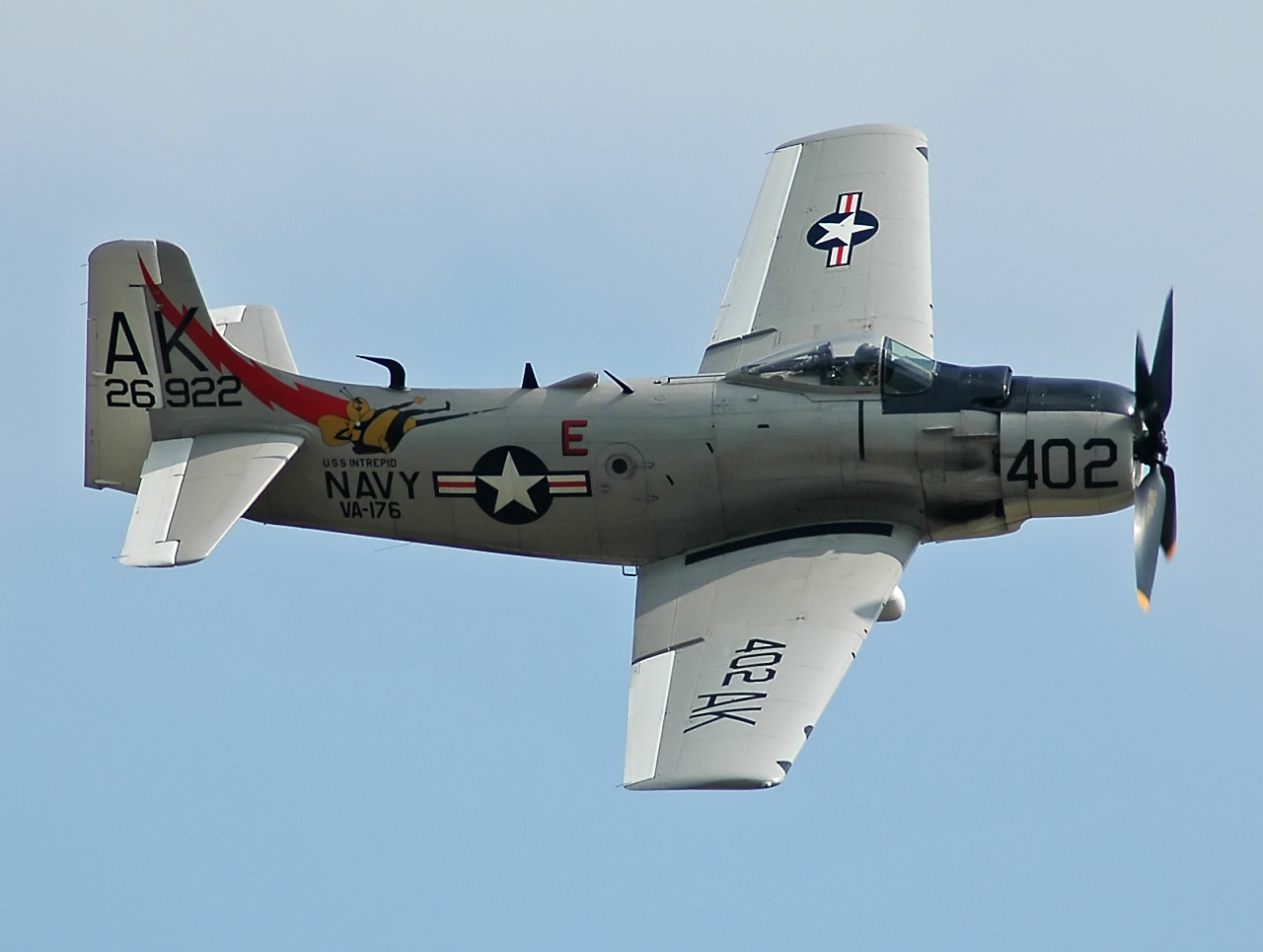
Douglas Skyraider AD–4N

- Amerikai Egyesült Államok
- Csád
- Dél-Vietnám
- Egyesült Királyság
- Franciaország
- Gabon
- Kambodzsa
- CAF
- Thaiföld
- Vietnám

## Műszaki adatok (A–1H Skyraider)

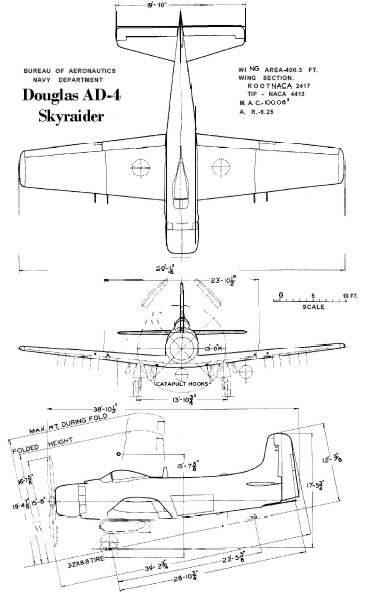
Egy AD–4 Skyraider vázlatrajzai.

### Geometriai méretek és tömegadatok
- Hossz: 11,84 m
- Fesztávolság: 15,24 m
- Magasság: 4,78 m
- Szárnyfelület: 37,19 m²
- Üres tömeg: 5429 kg
- Normál felszálló tömeg: 8213 kg
- Maximális felszálló tömeg: 11 340 kg

### Hajtóművek
- Hajtóművek száma: 1 darab
- Típusa: Wright R–3350–26WA csillagmotor
- Teljesítmény: 2700 LE (2000 kW)

### Repülési adatok
- Legnagyobb sebesség: 518 km/h
- Hatótávolság: 2115 km
- Szolgálati csúcsmagasság: 8685 m
- Emelkedőképesség: 14,5 m/s
- Szárny felületi terhelése: 220 kg/m²
- Teljesítmény–tömeg-arány: 250 kW/kg

### Fegyverzet
- 4 darab 20 mm-es M2 gépágyú
- 3600 kg bombateher 15 külső megerősített ponton, beleértve bombák, torpedók, irányíthatatlan rakéták vagy gépágyúkonténerek.

## Fordítás
- Ez a szócikk részben vagy egészben  a   Douglas A-1 Skyraider című angol Wikipédia-szócikk ezen változatának fordításán alapul.  Az eredeti cikk szerkesztőit annak laptörténete sorolja fel. Ez a jelzés csupán a megfogalmazás eredetét és a szerzői jogokat jelzi, nem szolgál a cikkben szereplő információk forrásmegjelöléseként.